# Czarny rak jabłoni

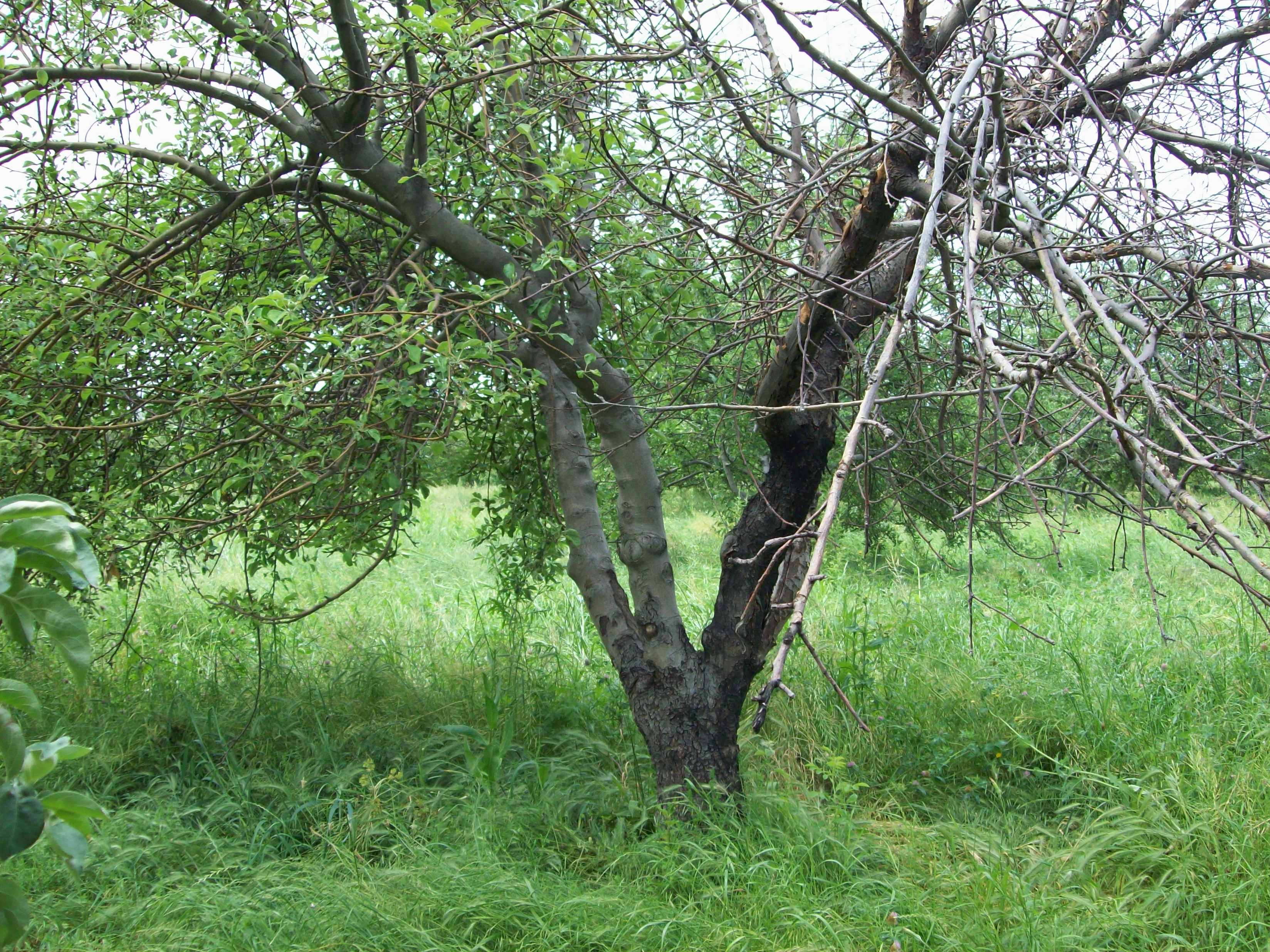
Czarny rak jabłoni na konarach

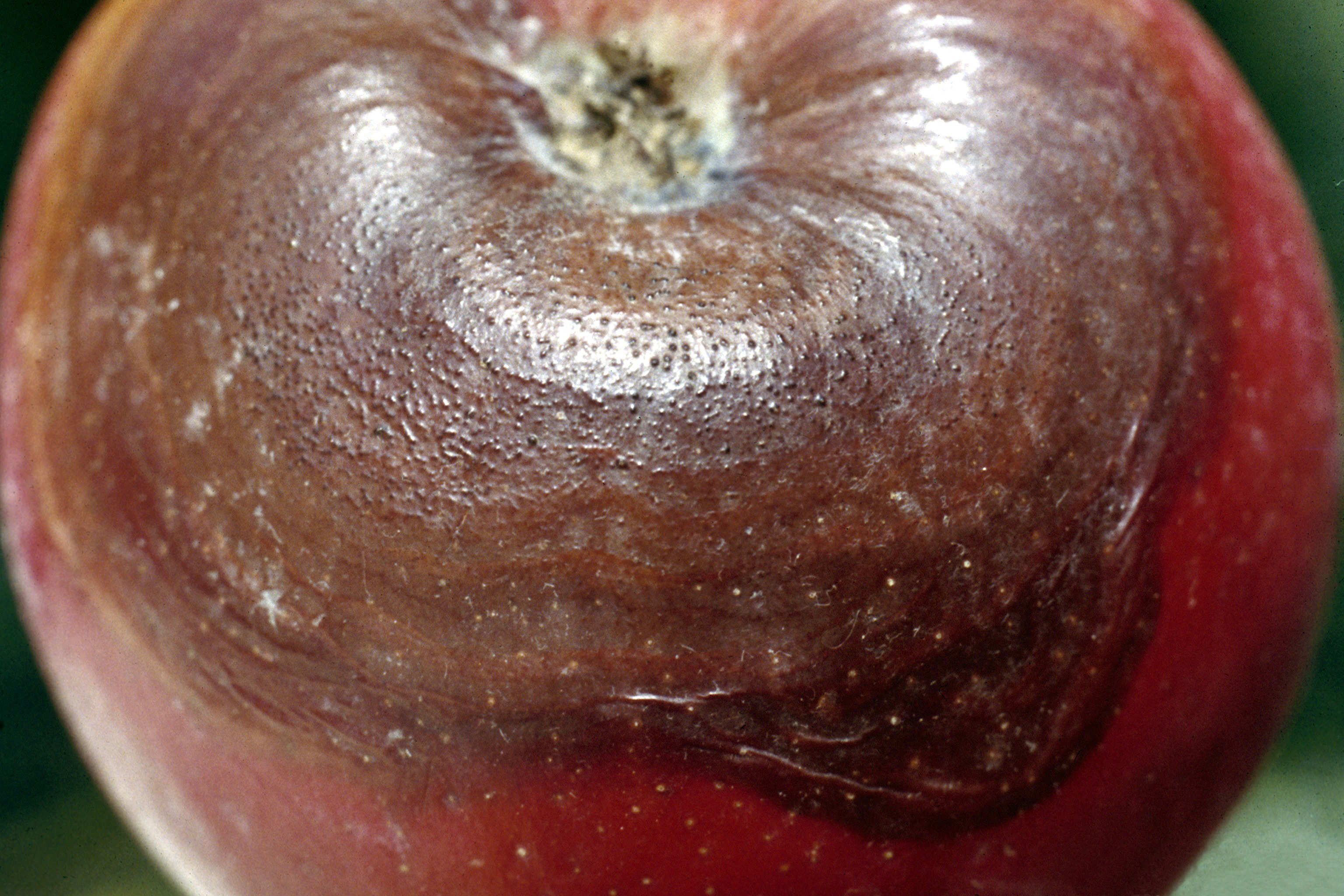
Jabłko porażone przez Peyronellaea obtusa

Czarny rak jabłoni (ang. black canker of apple, black rot of apple, canker of apple) – grzybowa choroba jabłoni wywołana przez Peyronellaea obtusa.

## Występowanie i szkodliwość
Jest to choroba z grupy raków roślin. Najczęściej występuje na jabłoniach, dużo rzadziej na gruszach i pigwach. Może porażać pnie gałęzie, liście i owoce. Czarny rak jest trudny do zidentyfikowania i często jest błędnie rozpoznawany. Bardzo często jego przyczyną są uszkodzenie mrozowe. Często mijają 2 lata od infekcji, zanim pojawią się oczywiste objawy choroby. Wczesne objawy czarnego raka na pniach i gałęziach są subtelne i początkowo pojawiają się jako czerwonawe lub ciemnofioletowe, brązowe, czasami lekko zapadnięte obszary pod korą. Niektóre często pozostają małe i powierzchowne, niektóre mogą jednak powiększać się pod korą nawet na długości pół metra. W drugim roku zainfekowana kora obumiera, pęka i złuszcza się z porażonego obszaru, odsłaniając czarne, chore drewno pod spodem.
Na owocach wokół uszkodzonej skórki tworzy się plama, początkowo brunatna, potem brunatnoczarna i koncentrycznie strefowana. W obrębie plamy powstają drobne, ciemne grudki. Są to pyknidia grzyba. Z czasem owoce ulegają całkowitemu zgniciu i mumifikacji.
Na owocach wokół uszkodzonej skórki tworzy się plama, początkowo brunatna, potem brunatnoczarna. W obrębie plamy powstają drobne, ciemne grudki. Są to pyknidia grzyba. Z czasem owoce ulegają całkowitemu zgniciu i mumifikacji.
Objawy pojawiają się również na liściach porażonych konarów. Są to brunatnoczerwone, koncentrycznie strefowane plamy z brązową obwódką. Zakażone kwiaty brunatnieją, a ich płatki, słupki i pręciki obumierają. Przy dużej wilgotności powietrza również tworzą się na nich pyknidia.
Wielkość uszkodzeń drzew wywołanych czarnym rakiem różni się w zależności od umiejscowienia zrakowacenia na drzewie. Raki mogą spowodować obumieranie całych gałęzi lub ich osłabienie, wskutek czego mogą one łamać się pod obciążeniem owocami lub podczas wichury. Infekcje na głównym pniu, szczególnie na młodych drzewach, mogą ostatecznie opasać drzewo, powodując jego śmierć. Jeśli uszkodzenie nastąpiło w połowie wysokości głównego pnia – wierzchołek drzewa może opaść lub umrzeć, podczas gdy pozostałe konary i pień poniżej urazu pozostaną przez pewien czas stosunkowo zdrowe.

## Epidemiologia
Patogen powodujący czarnego raka nie może bezpośrednio wniknąć do zdrowego drewna. Wrotami zakażeń są rany na gałęziach i pniach spowodowane gradobiciem, urazami zimowymi, urazami mechanicznymi, insektami lub innymi chorobami. Patogen może zimować w zrakowaceniach zarówno żywych, jak i martwych drzew, a także w zmumifikowanych owocach pozostawionych w jabłoniach z poprzedniego roku. Zimują jego pyknidia. Wiosną źródłem infekcji pierwotnych są wytwarzane w nich konidia. Konidia są także źródłem infekcji wtórnych w całym sezonie wegetacyjnym.

## Ochrona
Zmumifikowane owoce na drzewach powinny być usuwane, jeśli kiedykolwiek zostaną znalezione na drzewie, ale szczególnie podczas przycinania gałęzi w okresie uśpienia, kiedy można je łatwiej zobaczyć. Raki mogą być usuwane z drzew, jeśli jest to wykonalne i praktyczne. Przycinanie chorych i rakowatych kończyn oraz martwego drewna najlepiej jest wykonywać w okresie uśpienia. Ważne jest, aby usunąć zainfekowane gałęzie lub drewno z sadu, ponieważ czarna zgnilizna może przetrwać i wytwarzać zarodniki na martwym drewnie. Spalanie takiego drewna zmniejsza poziom inokulum. Nie jest dobrym pomysłem układanie drewna w stosy w pobliżu sadów, ponieważ może być skolonizowane przez Peyronellaea obtusa i stanowić źródło inokulum.
Nie ma odmian jabłoni całkowicie odpornych na czarnego raka, jednak niektóre odmiany są mniej podatne na raka kończyn niż inne. Jeśli nowy sad jest sadzony w pobliżu zadrzewienia, należy zachować szczególną ostrożność, aby sadzić najmniej podatne odmiany na podkładkach tolerancyjnych znajdujących się najbliżej zadrzewienia, aby zmniejszyć wpływ choroby przenoszącej się z zadrzewienia do sadu. Stosowanie fungicydów, takich jak Captan lub Maestro, Pristine lub Allegro, w celu zwalczania chorób letnich przez cały sezon wegetacyjny, począwszy od opadnięcia płatków, a szczególnie bezpośrednio po traumatycznym zdarzeniu spowodowanym przez grad lub wiatr, pomoże chronić rany na kończynach przed zasiedleniem przez grzyby zgnilizny i ograniczyć rozwój innych raków.